# Gurbhakot
Gurbhakot (Nepali गुर्भाकोट) ist eine Stadt (Munizipalität) im westlichen Nepal im Distrikt Surkhet. 
Die Stadt entstand mit dem Namen Shubhaghat Gangamala im Jahr 2015 durch Zusammenlegung der Village Development Committees (VDCs) Dahachaur, Ghumkhahare, Gumi und Mehelkuna. Im Jahr 2017 wurden im Zuge einer landesweiten Umstrukturierung weitere VDCs eingemeindet und die Stadt erhielt ihren jetzigen Namen.
Die Stadtverwaltung befindet sich in Dahachaur. Gurbhakot liegt im Inneren Terai am Ufer des Bheri-Flusses. 

## Einwohner
Bei der Volkszählung 2011 hatten die VDCs, aus welchen die Stadt Shubhaghat Gangamala entstand, 24.339 Einwohner.